# Gran Paradiso
Der Gran Paradiso (ital.) oder Grand Paradis (frz.) ist mit einer Höhe von 4061 m s.l.m. der höchste Berg der Grajischen Alpen und gleichzeitig der höchste Berg, der mit seiner Basis vollständig auf italienischem Boden steht. Er liegt im Nationalpark Gran Paradiso, der aus einem 1856 zum Schutz des Alpensteinbocks geschaffenen königlichen Jagdreservat hervorgegangen ist. Dieser Nationalpark ist der älteste Italiens und der zweitälteste in den Alpen.

## Geografie
Der Gebirgsstock des Gran Paradiso erhebt sich im Nordwesten Italiens und besteht überwiegend aus Gneis. Vom Alpenhauptkamm, der weiter nördlich über die Walliser Alpen verläuft und am Mont Blanc nach Süden umbiegt, ist er deutlich abgesetzt, was ihn zu einem lohnenden Aussichtsberg macht. Das Gipfelpanorama reicht vom Monviso über die Écrins, die Savoyer Alpen mit dem Mont Blanc bis zu den Walliser Alpen mit Grand Combin, Matterhorn und Monte Rosa. Der Paradiso-Stock ist am günstigsten von Norden aus dem Aostatal über das Valsavarenche-Tal oder über das Cogne-Tal und das Valnontey zugänglich. Nach Südosten gehen die Vorberge vergleichsweise schnell in die Ebene des Piemont über. Charakteristisch für das Massiv sind tiefe Taleinschnitte mit steilen Felshängen, spitze Berggipfel und schmale Grate. Zum Teil ist es mit mächtigen Gletschern bedeckt.

## Alpinismus
Der Gran Paradiso gilt als einer der am leichtesten ersteigbaren Viertausender der Alpen. Seine Erstbesteigung erfolgte am 4. September 1860 durch J. J. Cowell, W. Dundas, M. Payot und J. Tairraz. Deren Route über den spaltenarmen Gran-Paradiso-Gletscher bildet heute den üblichen Normalweg vom Rifugio Vittorio Emanuele II. Die meisten Bergsteiger betreten am Ende nicht den 4061 Meter hohen Hauptgipfel, sondern den benachbarten, fast ebenso hohen Felsgipfel, der mit einer Madonnenstatue gekrönt ist. An den letzten zehn ausgesetzten Metern hinüber zur Madonna (Schwierigkeit UIAA II) kommt es dabei aufgrund des vergleichsweise großen Andrangs im Begegnungsverkehr häufig zu heiklen Szenen.
Eine weitere, kaum schwierigere und oft begangene Route führt vom Rifugio Chabod über den Laveciau-Gletscher zum sogenannten Eselsrücken hinauf, wo sie sich mit dem von der Rifugio Vittorio Emanuele II kommenden Normalweg vereinigt. Die Routen von der Ostseite auf den Gipfel sind deutlich anspruchsvoller als die Normalwege der Westseite. Die 600 Meter hohe Nordwestwand bietet einen klassischen Eisanstieg (bis 55°). Sie wurde 1958 von Bertolone erstmals durchstiegen, Kurt Diemberger begradigte die Route im Ausstieg.

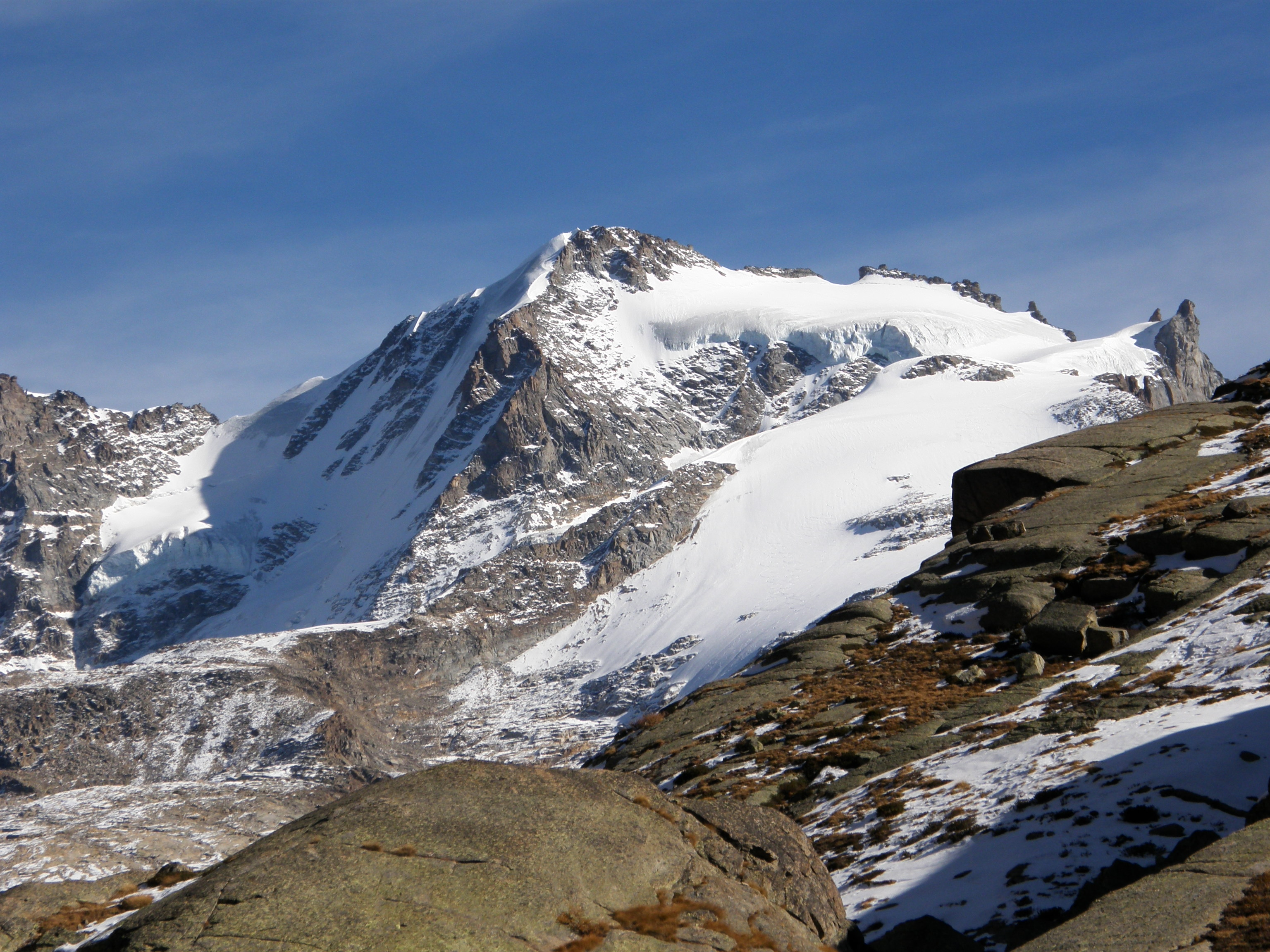
Paradiso mit „Eselsrücken“
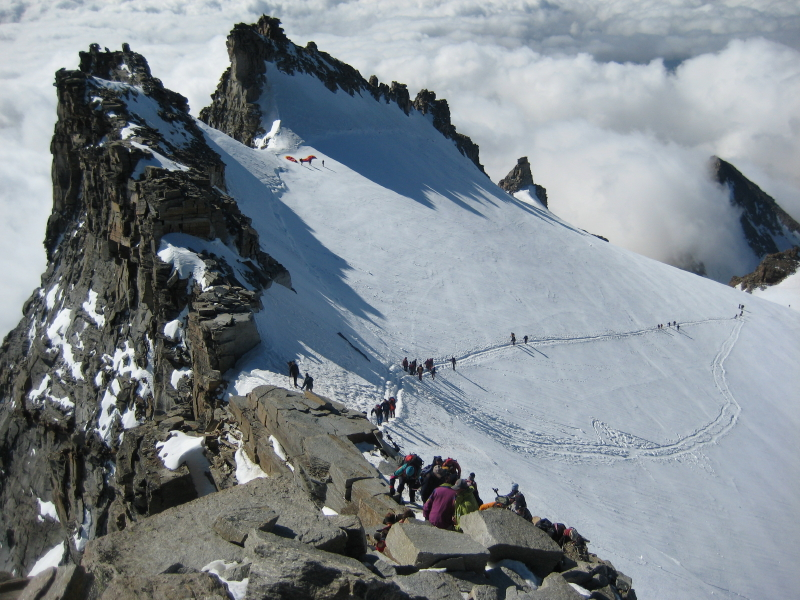
Blick vom Gipfel zur Aufstiegsroute
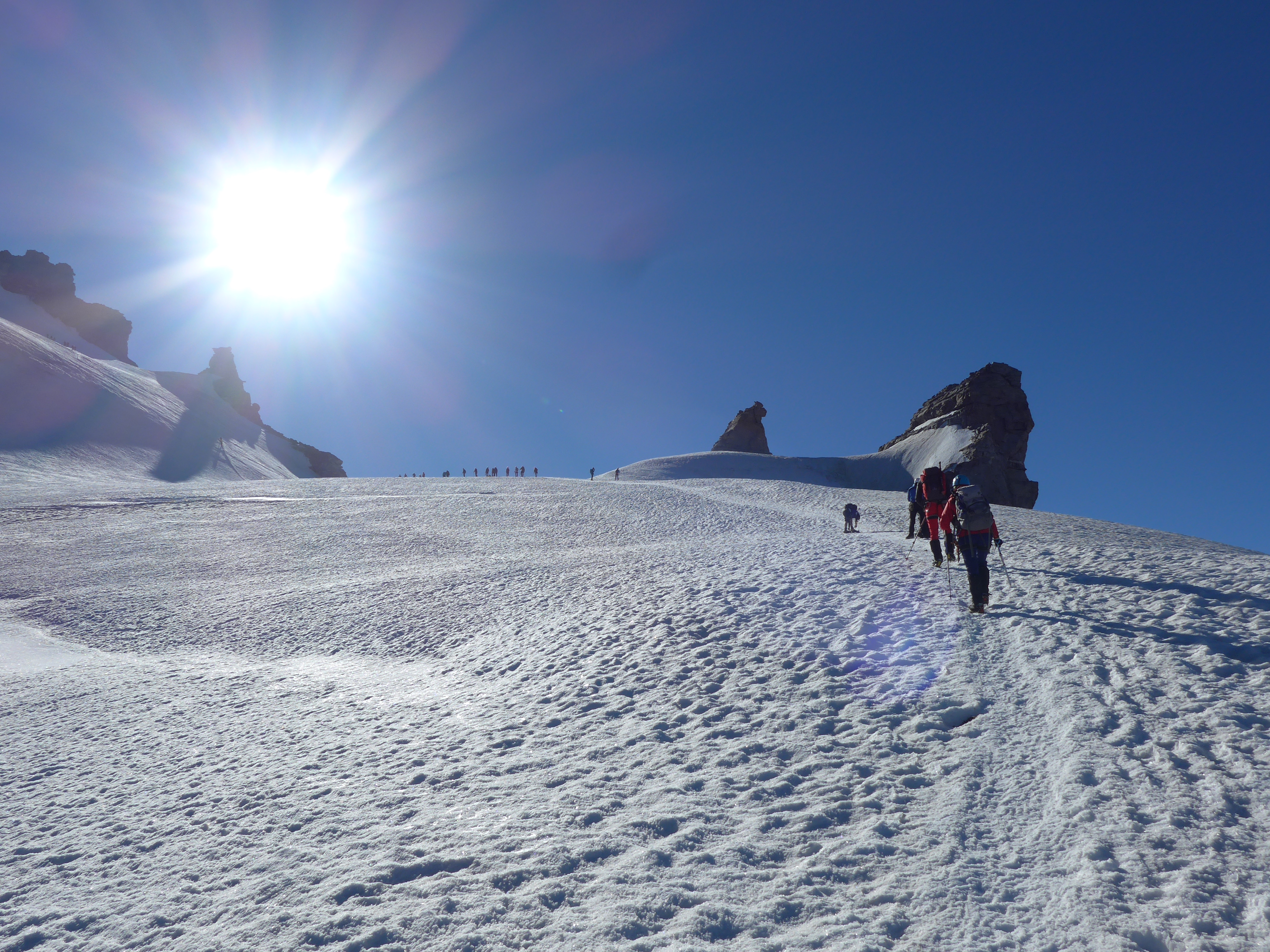
Bergsteiger am „Eselsrücken“
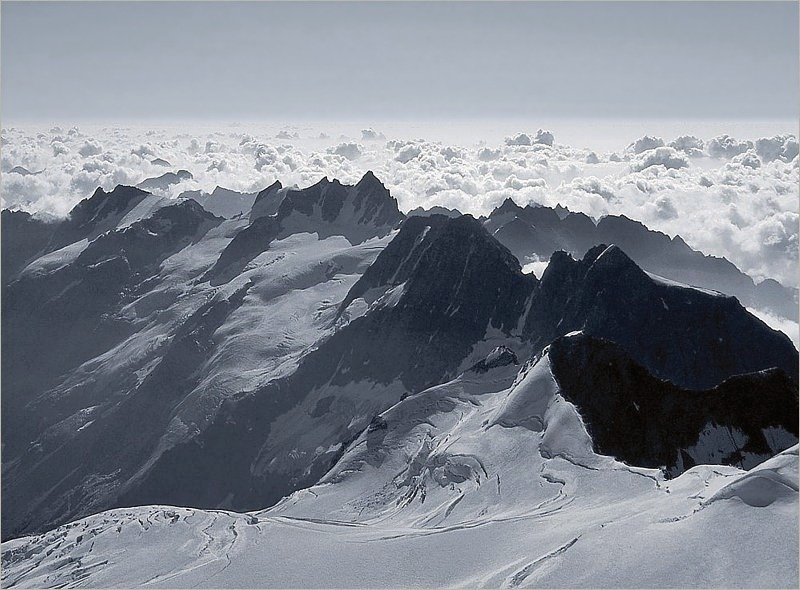
Blick vom Gran Paradiso Richtung Poebene

Historisches Luftbild von Werner Friedli (1957)
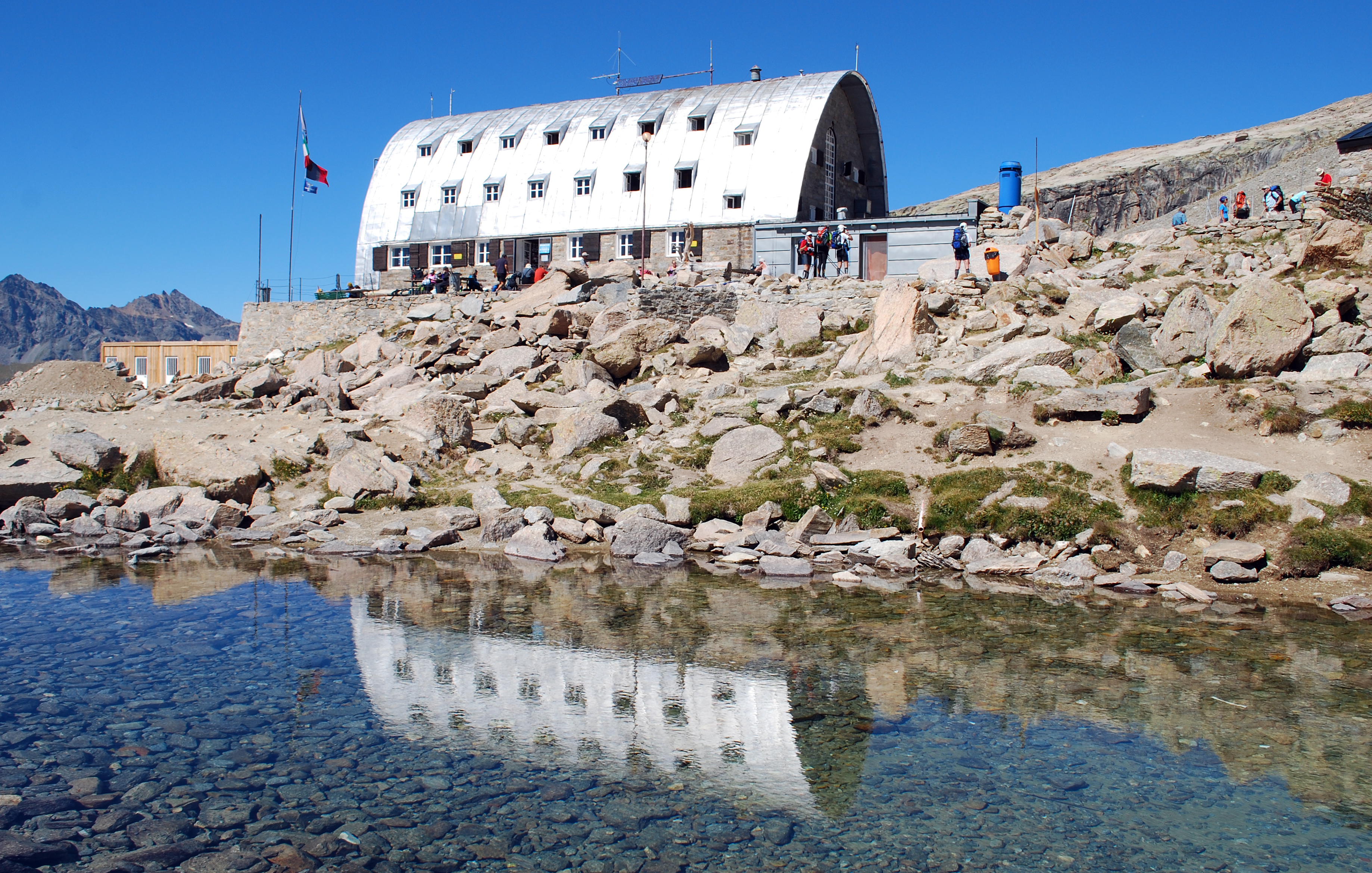
Das Rifugio Vittorio Emanuele II
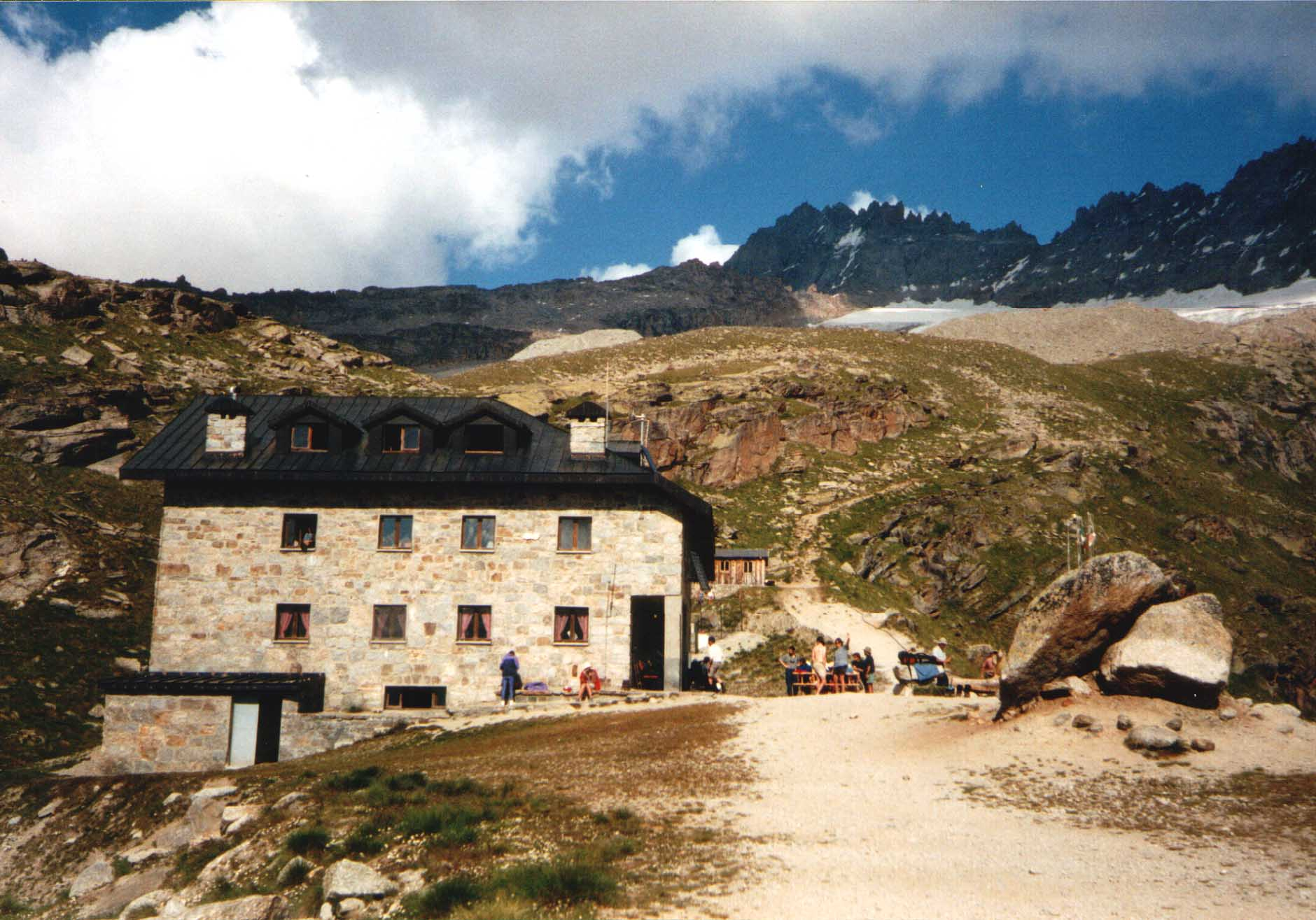
Das Rifugio Chabod